# Паллей, Павел Иванович
Па́вел Ива́нович Палле́й (13 мая 1901, Лебяжье — 4 апреля 1962, Ленинград) — советский оператор и режиссёр-документалист, фронтовой кинооператор в годы Великой Отечественной войны. Заслуженный деятель искусств РСФСР (1962).

## Биография
Родился в селе Лебяжье (ныне посёлок городского типа в Ломоносовском районе Ленинградской области) в семье кронштадтского лоцмана, из дворян. После окончания Ораниенбаумского горного училища в 1917 году продолжил учёбу в Кронштадском реальном училище.
С 1918 года добровольцем вступил в Красную гвардию, воевал с армиями Юденича и Врангеля, в 1919 году побывал в плену у белых, бежал. В 1921 году участвовал в подавлении Кронштадтского мятежа. Демобилизовался в декабре 1924 года.
С начала 1925 года работал помощником оператора на фабрике «Ленинградкино» («Ленфильм» — с 1934 года), а также проявщиком и копировщиком в лаборатории. Работал на картинах «Песнь тундры» / «Борьба за Север» (1926), «Северная любовь» (1927), был вторым оператором на «Могила Панбурлея» (1927) и «Ася» (1928). Работал и в секторе кинохроники. В 1929 году вместе с оператором А. Богоровым первыми применили звукоприставку конструкции А. Ф. Шорина при киносъёмке первомайской демонстрации. В 1931 году снимал прибытие советско-германской научной экспедиции на Землю Франца-Иосифа. В 1932 году перешёл на образовавшуюся Ленинградскую студию кинохроники. Весной 1934 года в паре с оператором С. Масленниковым снимал на борту ледокола «Красин», пробивавшегося к палаточному лагерю команды затонувшего парохода «Челюскин».

Люди, не знавшие Пал<л>ея, наблюдая его работу на оперативной событийной киносъёмке, следя за его, казалось бы, медлительными движениями, могли считать, что съёмка погублена. Но эти сомнения опровергал первый же просмотр материала. Событие всегда было снято точно, скупо и максимально выразительно.
— Ансельм Богоров, «Записки кинохроникёра» 1973
В период 1937—1938 годов работал на «Рекламфильме» (Ленинградская киностудия малых форм — с 1940 года). О работе Паллея-режиссёра и его коллег по студии над экранизациями песен:

…Изобретательнее работали Эдуард Иогансон, Игорь Сорохтин и Павел Паллей — кинематографисты, начинавшие в 1920-е годы. Они позволяли себе робкие эксперименты с эстетикой малой формы: ритмическое выстраивание иллюстративного материала, использование метафор.
— Пётр Багров, из материалов к XXII фестивалю архивного кино «Белые Столбы—2019»
В апреле 1939 года Паллей вернулся на Ленкинохронику.
С начала Великой Отечественной войны снимал военные действия на Ленинградском фронте, также хронику блокадной жизни города. С января 1942 года входил в киногруппу Ленинградского фронта.
С 1946 года — оператор и режиссёр Ленкинохроники, помимо фильмов, автор нескольких сот сюжетов для кинопериодики студии: «Ленинградская кинохроника», «На страже СССР», «Наш край», «Пионерия», «По Карело-Финской ССР», «Северные зори», «Северный киножурнал», «Советская Карелия», «Советское искусство», «Социалистическая деревня», «Союзкиножурнал».
Член Союза кинематографистов СССР с 1958 года.
Скончался 4 апреля 1962 года в Ленинграде. Похоронен на Шуваловском кладбище.

## Фильмография
Оператор
- 1928 — Кузня Уть (совместно с М. Капланом)
- 1929 — Генерал Топтыгин (совместно с Я. Лейбовым)
- 1929 — Осенний поход Балтфлота (совместно с В. Беляевым)
- 1930 — 13 дней / Процесс по делу «Промпартии» (в соавторстве)
- 1930 — Лягавый (совместно с Я. Лейбовым)
- 1930 — Стальной большевистской шеренгой
- 1931 — 6-я художественная олимпиада
- 1931 — Правда в массы (совместно с Т. Бунимовичем, В. Соловьёвым)
- 1931 — Прилет «Цеппелина» в город Ленинград (совместно с В. Беляевым)
- 1932 — Победители ночи / О походе «Малыгина» в 1931 году (совместно с Ф. Зандбергом)
- 1933 — Парад ударников труда и обороны
- 1933 — Ударники — колхозники Ленинградской области во дворце Урицкого (совместно с Г. Симоновым)
- 1934 — Рапорт лучших
- 1934 — Снежный марш (совместно с В. Беляевым)
- 1934 — Через моря и океаны
- 1935 — Сергей Миронович Киров
- 1935 — Цветущий поток
- 1938 — Весёлая ярмарка
- 1938 — Весёлый ветер
- 1938 — Город Ленина (в соавторстве)
- 1938 — Ёлка
- 1938 — Завязка романа
- 1938 — Посмотрите у себя
- 1938 — Профилактика
- 1938 — Спешите все
- 1939 — Белые ночи
- 1940 — Линия Маннергейма (в соавторстве)
- 1940 — Народный учитель
- 1941 — Ленинград в обороне
- 1942 — Ленинград в борьбе (в соавторстве)
- 1943 — Ладога (в соавторстве)
- 1944 — Великая победа под Ленинградом (в соавторстве)
- 1944 — К вопросу о перемирии с Финляндией (в соавторстве)
- 1945 — Всесоюзный парад физкультурников (в соавторстве)
- 1946 — Жемчужина Севера[17]
- 1947 — Севастополь (совместно с И. Запорожским)[18]
- 1948 — Степной Алтай (в соавторстве)
- 1950 — Содружество (в соавторстве)
- 1958 — По заповедным местам (в соавторстве)

Режиссёр
- 1931 — 6-я художественная олимпиада
- 1933 — Парад ударников труда и обороны
- 1934 — Рапорт лучших
- 1934 — Снежный марш (премия на международной выставке в Милане)[19]
- 1934 — Через моря и океаны
- 1935 — Цветущий поток
- 1936 — Победный марш социализма (совместно с В. Беляевым)
- 1936 — Праздник великих побед (совместно с В. Беляевым, Б. Фёдоровым)
- 1939 — Белые ночи
- 1940 — Народный учитель
- 1941 — Ленинград в обороне
- 1943 — Ладога (совместно с В. Соловцовым, Г. Трофимовым)
- 1944 — Великая победа под Ленинградом (совместно с Н. Комаревцевым, В. Соловцовым)
- 1946 — Жемчужина Севера
- 1946 — Ленинград выбирает[20]
- 1947 — Севастополь
- 1948 — Добыча золота в Сибири[21]
- 1948 — Кузбасс[22]
- 1948 — На озере Байкал[23]
- 1949 — В степном Алтае[24]
- 1950 — Досфлот[25]
- 1950 — Содружество[26]
- 1950 — Спортсмены Досфлота[27]
- 1951 — Международные спортивные встречи в Ленинграде[28]
- 1951 — На озере Селигер[29]
- 1952 — Новаторы
- 1952 — Юбилей старейшей фабрики
- 1953 — Калинин — Москва — Калинин[30]
- 1953 — Памяти И. В. Сталина / спецвыпуск[31]
- 1953 — Сельские спортсмены (также автор сценария совместно с Г. Раневским)[32]
- 1953 — Спартакиада суворовцев[33]
- 1954 — На стройках из крупных блоков[34]
- 1954 — Опыт крупноблочного строительства[35]
- 1955 — Кировский завод — сельскому хозяйству[36]
- 1955 — Туристы из Франции[37]
- 1956 — О тех, кто не слышит[38]
- 1957 — Наш театр
- 1959 — Песни летят над Невой[39]
- 1959 — По заповедным пушкинским местам

## Награды и звания
- орден Красного Знамени (14 апреля 1944)[40] — «За успешную работу в области советской кинематографии в дни Отечественной войны и выпуск высокохудожественных картин»[41][42];
- медаль «За оборону Ленинграда»[43];
- медаль «За победу над Германией в Великой Отечественной войне 1941—1945 гг.» (1945)[12];
- заслуженный деятель искусств РСФСР (6 января 1962)[12];
- медали СССР[12].

## Комментарии
1. ↑  Как режиссёр, П. Паллей сделал фильмы-песни: «Песня о Сталине» (1937; совместно с М. Зининым), «Весёлый ветер», «Всё выше и выше», «Дорожная путевая», «Казачья», «Марш железнодорожников», «На Дальнем Востоке», «Наша железнодорожная» (совместно с М. Зининым), «Песнь о столице», «Родные братья», «Тачанка», «Утёс» (совместно с М. Зининым; все — 1938)[10].
2. ↑  Фотография П. Паллея, снимающего на улице города, попала в документальный фильм «Рядом с солдатом» (1975, ЦСДФ, режиссёр И. Гелейн.
 Кадры, снятые оператором в блокадном городе, вошли в фильм «Блокада» (2005, Санкт-Петербургская студия документальных фильмов, режиссёр С. Лозница).